# Минкевич, Альберт Витольдович
Альбе́рт Вито́льдович Минке́вич (бел. Альберт Вітольдавіч Мінкевіч; род. 13 марта 1941, Минск) — белорусский физик, специалист в области теоретической физики. Доктор физико-математических наук (1986), профессор (1988). Член Европейской академии наук (Брюссель, 2002).

## Биография
В декабре 1963 года закончил физический факультет Белорусского государственного университета по специальности «Теоретическая физика». С января 1964 года по настоящее время А. В. Минкевич — член преподавательского коллектива физического факультета БГУ, прошедший путь от ассистента до профессора: 1964-1966 гг. — ассистент кафедры теоретической физики, 1967-1969 гг. — аспирант той же кафедры, 1969-1972 гг. — старший преподаватель кафедры атомной физики, 1973-1976 гг. — доцент кафедры атомной физики, 1977-1986 гг. — доцент кафедры теоретической физики, с 1986 г. — профессор кафедры теоретической физики БГУ; в период с 1988 по 1992 год был командирован и работал в качестве профессора в одном из вузов Алжира (город Бумердес).
Кандидатскую диссертацию по теме «К теории взаимодействия гравитационного и других физических полей» А. В. Минкевич защитил в 1970 году. Ученое звание доцента ему присвоено в 1973 г.
Диссертация на соискание ученой степени доктора физико-математических наук по теме «Физические аспекты калибровочного подхода в теории гравитационных взаимодействий» защищена в Институте физики АН Беларуси в 1986 году. Ученое звание профессора присвоено в 1987 г.
Под научным руководством А. В. Минкевича защищено 8 кандидатских диссертаций. Является членом научного Совета по защитам диссертаций по специальности теоретическая физика в Институте физики НАНБ.
В 2002 г. А. В. Минкевич избран членом Европейской Академии Наук (Бельгия).

## Научная и педагогическая деятельность

### Основные направления научной работы
- вариационные методы в релятивистской динамике физических полей, сплошных сред, частиц с внутренними степенями свободы в рамках общей теории относительности (ОТО) и калибровочной теории тяготения;
- калибровочный подход в теории гравитационного взаимодействия;
- применение Пуанкаре калибровочной теории тяготения в космологии и астрофизике с целью решения принципиальных проблем ОТО (проблема космологической сингулярности, проблема темной материи и темной энергии);
- построение и исследование регулярной инфляционной космологии на основе Пуанкаре калибровочной теории тяготения;
- исследование влияния поля тяготения на акустические явления.

### Наиболее существенные научные результаты[2]
- Теоретически получен вывод о существовании эффекта гравитационного отталкивания в экстремальных условиях (экстремально большие плотности энергии и давления), приводящий к появлению предельной плотности массы у гравитирующих систем и обеспечивающий регулярное поведение однородных изотропных космологических моделей. Построен регулярный космологический сценарий Большого Взрыва, в котором существование Вселенной не ограничено во времени в прошлом.
- Построена теория ускоренно расширяющейся Вселенной без использования понятия темной энергии (совместно с А. С. Гаркуном и В. И. Кудиным).
- Теоретически получен вывод о возможном решении в космологии проблемы темной материи (совместно с проблемой темной энергии). Показано, что в рамках Пуанкаре калибровочной теории тяготения характер гравитационного взаимодействия в космологических масштабах существенно меняется в определённых условиях по сравнению с ОТО и теорией тяготения Ньютона. Это позволяет объяснить эффекты, связываемые в рамках стандартной теории с присутствием во Вселенной гипотетических форм материи — темной энергии и небарионовой темной материи, без их введения.
- Получен вывод об изменении геометрической структуры физического вакуума в ускоренно расширяющейся Вселенной: вакууму соответствует плоское пространство-время де Ситтера с кручением, а не пространство-время Минковского, что ведет к принципиальному отличию гравитационного взаимодействия по сравнению с другими фундаментальными физическими взаимодействиями.

### Педагогическая работа
За годы работы в Белгосуниверситете проф. А. В. Минкевич читал лекции по общим и специальным курсам из различных разделов теоретической физики для студентов физического факультета. В настоящее время читает для студентов кафедры теоретической физики спецкурс «Классическая теория поля», а также разработанный им спецкурс «Калибровочная теория гравитации и космология», базирующийся на научных результатах, полученных руководимой им группой.

## Публикации
За время работы проф. А. В. Минкевич опубликовал более 180 оригинальных научных работ(см.полный список публикаций) в международных и отечественных журналах, различных тематических изданиях, в материалах и тезисах конференций, является автором изобретения. Результаты исследований были представлены на многих международных конференциях по гравитации, космологии и релятивистской астрофизике (Россия, Израиль, Вьетнам, Бразилия, Франция, Индия, Польша, Беларусь). В течение многих лет проф. А. В. Минкевич является научным руководителем НИР по гравитации, космологии и астрофизике на кафедре теоретической физике. Исследования проф. А. В. Минкевича связаны с применением методов современной математики — теории групп, тензорного анализа, дифференциальной геометрии (Римана, Римана-Картана), теории дифференциальных уравнений и т. д. — в теоретической физике и, в частности, в теории гравитационного взаимодействия,
Избранные публикации
- Минкевич А. В., Гравитационное поле и принцип локальной инвариантности, Известия Акад. Наук БССР, сер. физ.-мат. наук, N 4 (1966) 117−119.
- Минкевич А. В., Сокольский A. A., О вариационном формализме в релятивистской динамике консервативной сплошной среды, Известия Акад. Наук БССР, сер. физ.-мат. наук, N 2 (1971) 70−78.
- Минкевич А. В., Садчиков В. И., Вариационный метод и релятивистская гидродинамика в пост-ньютоновском приближении, Доклады АН БССР, 19 (1975) 23−26.
- Minkevich A. V., Кudin V. I., Gauge fields and Lorentz group, Acta Physica Polonica, B5 (1974) 335−343.
- Минкевич А. В., Сокольский A. A., Общерелятивистский вариационный формализм для пробной частицы с моментами, Известия Акад. Наук БССР, сер. физ.-мат. наук, N 4 (1975) 72−80.
- Минкевич А. В., Взаимодействие бозонных полей с производными и ковариантный гамильтониан взаимодействия, Доклады АН БССР, 4 (1977) 115−117.
- Минкевич А. В., Гравитация и предельная плотность массы, Известия Акад. Наук БССР, сер. физ.-мат. наук, N2 (1980) 87−94.
- Minkevich A. V., Generalized cosmological Friedmann equations without gravitational singularity, Physics Letters A 80 (1980) 232−234.
- Минкевич А. В., Федоров Ф. И., Кудин В. И., К определению пространственно-временных симметрий в тетрадной теории поля, Доклады АН БССР, 25 (1981) 406−408.
- Minkevich A. V., Fedorov F. I., On Lagrangian formulation of the field theory, Acta Physica Polonica, B11 (1980) 367—377.
- Minkevich A. V., Generalized cosmological Friedmann equations and the de’Sitter solution, Physics Letters A 95 (1983) 422−424.
- Minkevich A. V., Karakura F., On relativistic dynamics of spinning matter in space−time with curvature and torsion, Journal of Physics A: Mathematical and General, 16 (1983) 1409−1418.
- Минкевич А. В., Федоров Ф. И., Калибровочный подход в теории гравитации и релятивистская динамика классических систем, В: Фундаментальные взаимодействия (Физика), ред. Пономарев В. Н., МГПИ, Moсква, 1984, с. 141−159.
- Минкевич А. В., Федоров Ф. И., О конформно-инвариантных гравитирующих системах в Пуанкаре калибровочной теории тяготения, Известия Акад. Наук БССР, сер. физ.-мат. наук, N 5 (1985) 45−52.
- Минкевич А. В., Минимальная квадратичная калибровочная теория тяготения и нелинейность волновых полей со спином, Известия Акад. Наук БССР, сер. физ.-мат. наук, N 5 (1986) 100−103.
- Минкевич А. В., Нгуен Хонг Тьыонг, Федоров Ф. И., Регулярные анизотропные однородные решения в минимальной квадратичной калибровочной теории тяготения, Известия Акад. Наук БССР, сер. физ.-мат. наук, N 1 (1987) 98−102.
- Минкевич А. В., Нгуен Ван Хоанг, Космологические флуктуации в минимальной квадратичной калибровочной теории тяготения, Известия Акад. Наук БССР, сер. физ.-мат. наук, N 3 (1987) 86−92.
- Fedorov F. I., Minkevich A. V., Chuong N. H., Spontaneous symmetry breaking by gravitational field and regular models with torsion, Classical and Quantum Gravity, 5 (1988) 515−519.
- Минкевич А. В., Нгуен Хонг Тьыонг, Гравитирующий вакуум и динамика изотропных моделей в калибровочной теории гравитации, Известия Акад. Наук БССР, сер. физ.-мат. наук, N 5 (1989) 63−68.
- Minkevich A. V., Sadchikov V. I., Sur la propagation des ondes acoustique dans des fluides au repos soumis a la pesanteur, Journal d’acoustique, 5 (1992) 455−462.
- Минкевич А. В., Однородные изотропные модели в аффинно-метрической теории тяготения, Доклады АН БССР, 37 (1993) 33−38.
- Minkevich A. V., Gravitating systems at extreme conditions and gauge theories of gravity, in: Nguyen van Hieu, Tran Thanh Van J. (eds), Particle *Physics and Astrophysics, Proceedings of the First Rencontres du Vietnam, Editions Frontieres. Hanoi 1993, 537−542.
- Minkevich A.V., Astrophysical and cosmological applications of gauge approach to gravity, in: Nguyen van Hieu, Tran Thanh Van J. (eds), Physics at the Frontiers on the Standard Model, Proceedings of the Second Rencontres du Vietnam, Editions Frontieres. Hanoi 1995, 516—518.
- Minkevich A. V., Nemenman I. M., On the influence of the gravitating vacuum on the dynamics of homogeneous isotropic models in gauge theories of gravity, Classical and Quantum Gravity, 12 (1995) 1259−1265.
- Минкевич А. В., Сферически-симметричные пространства в аффинно-метрической теории тяготения, Вестник БГУ, сер.1 физика, математика, механика, 3 (1995) 30−33.
- Минкевич А. В., Неменман И. М., Гравитирующий вакуум в калибровочных теориях гравитации, Доклады АН Беларуси, 2 (1995) 45−51.
- Минкевич А. В., Гравитирующие системы в экстремальных условиях, Известия Акад. Наук Беларуси, сер. физ.-мат. наук, N 4 (1995) 123−129.
- Minkevich A. V., Some Astrophysical and Cosmological Consequences of Gauge Theories of Gravity, in: Gnedin Yu. N., Grib A. A., Mostepanenko V. M. (eds), Proceedings of the Third Alexander Friedmann International Seminar on Gravitation and Cosmology, Friedmann Laboratory Publishing, 12−22. St. Peterburg 1995.
- Minkevich A.V., Problem of gravitational singularity and gauge theories of gravitation, Acta Physica Polonica, B 29 (1998) 949−960.
- Minkevich A. V., Garkun A. S., Multicomponent homogeneous isotropic models in gauge theory of gravity, Gravitation & Cosmology, 5 (1999) 115−120.
- Minkevich A. V., Garkun A. S., Homogeneous isotropic models in the metric−affine gauge theory of gravity, Classical and Quantum Gravity, 17 (2000) 3045−3054.
- Минкевич А. В., Калибровочный подход в теории гравитации и релятивистская космология, В: Ковариантные методы в теоретической физике. Физика элементарных частиц и теория относительности, ИФ НАНБ, Минск, 2001, 123−129, ред. Томильчик Л. М.
- Minkevich A. V., Non−singular cosmolgy and gauge theories of gravitation, in: Barkovsky L. M., Feranchuk I. D., Shnir Y. M. (eds), Etudes on Theoretical Physics, World Scientific, Singapore 2004, 23−38.
- Minkevich A. V., Garkun A. S., Vasilevsky Y. G., Scalar fields superdense gravitating systems, Nonlinear Phenomena in Complex Systems, 7 (2004) 75−85.
- Minkevich A. V., Problem of cosmological singularity and its possible resolution, International Journal of Modern Physics, A 20 (2005) 2436−2442.
- Минкевич А. В., К теории горячего Большого Взрыва, В: Ковариантные методы в теоретической физике. Физика элементарных частиц и теория относительности, ИФ НАНБ, Минск, 2005, 105−110, ред. Томильчик Л. М.
- Минкевич А. В., Калибровочные теории гравитации и несингулярный Большой Взрыв, Вестник Красноярского Государственного Университета, физ.-мат. науки, 7 (2005) 75−82.
- Minkevich A. V., Non−Singular Cosmology and Gauge Theories of Gravitation, in: Adhav K. (ed.), Proceedings of International Conference on Relativity 2005 (ICR 2005), Sant Gadge Baba Amravati University, Amravati 2005, 110−129.
- Minkevich A. V., Garkun A. S., Analysis of inflationary cosmological models in gauge theories of gravitation, Classical and Quantum Gravity, 23 (2006) 4237−4247.
- Minkevich A. V., Gauge approach to gravitation and regular Big Bang theory, Gravitation & Cosmology, 12 (2006) 11−21.
- Minkevich A. V., Gravitation theory in Riemann−Cartan space−time and regular cosmology, Proceedings of the 5th International Conference Boyai−Gauss−Lobachevsky: Methods of Non−Euclidian Geometry in Modern Physics, Institute of Physics, NANB, Minsk 2006, 150−157.
- Minkevich A. V., Garkun A. S., Kudin V. I., Homogeneous isotropic cosmological models with pseudoscalar torsion function in Poincare gauge theory of gravity and accelerating Universe, Proceedings of the 5th International Conference Boyai−Gauss−Lobachevsky: Methods of Non−Euclidian Geometry in Modern Physics, Institute of Physics, NANB, Mińsk 2006, 196−202.
- Minkevich A. V., Garkun A. S., Kudin V. I., Regular accelerating Universe without dark energy in Poincare gauge theory of gravity, Classical and Quantum Gravity, 24 (2007) 5835−5847.
- Minkevich A. V., On gravitational repulsion effect at extreme conditions in gauge theories of gravity, Acta Physica Polonica, B 38 (2007) 61−72.
- Minkevich A. V., Gravitation, cosmology and space−time torsion, Annales de la Fondation Louis de Broglie, 32 (2007) 253−266.
- Minkevich A. V., Accelerating Universe with spacetime torsion but without dark matter and dark energy, Phys. Lett. B678 (2009) 423—426.
- Minkevich A.V., Gravitational interaction and Poincaré gauge theory of gravity , Acta Phys. Polon. B40 (2009) 229—239.

Garkun A. S., Kudin V. I. and Minkevich A. V., Analysis of regular inflationary cosmological models with two torsion functions in Poincaré gauge theory of gravity, Int. J. Mod. Phys. A 25 (2010) 2005—2022.
- Minkevich A. V., Garkun A. S., Kudin V. I., Relativistic cosmology and Poincaré gauge theory of gravity, In: Seria «Relativity, Gravitation, Cosmology», Nova Science Publishers (2010).
- Minkevich A.V., De Sitter spacetime with torsion as physical spacetime in the vacuum and isotropic cosmology, Mod. Phys. Lett. A (2010) Preprint Arxiv:1002.0538 [gr- qc].

## Международное сотрудничество, организационная работа
Международные связи поддерживаются с рядом научно-исследовательских центров, договор о научном сотрудничестве заключен с Варминско-Мазурским университетом в Ольштыне (Польша). В течение последних лет проф. А. В. Минкевич выступал с лекциями о полученных научных результатах в различных научно-исследовательских организациях, с которыми поддерживаются научные контакты: Лаборатория Теоретической Физики в Анси (Франция, 2006 г.), Ягеллонский университет (Краков, Польша, 2007 г.), Ханойский университет (Вьетнам, 2007 г.), Кельнский университет (Германия, 2008 г.), Варшавский университет (Польша, 2009 г.), Массачусетский университет (США, 2010 г.), Щетинский и Вроцлавский университеты (Польша, 2010 г.).
Профессор А. В. Минкевич является референтом журнала «Gravitation&Cosmology»; входил в состав организационных и программных комитетов различных международных конференций по гравитации, космологии и релятивистской астрофизике, в том числе:
- 8th International Marcel Grossman Meetings, Jeruzalem 1997;
- 9th International Marcel Grossman Meetings, Rzym 2000;
- 10th International Marcel Grossman Meetings, Rio de Janeiro 2003;
- 11 Международная конференция: Гравитация и Электромагнетизм, Mинск 1998;
- 10 Российская гравитационная конференция[6] — Международная конференция по гравитации, космологии и астрофизике, Владимир1999;
- International Conference on Relativity, Amravati 2005;
- 12 Российская гравитационная конференция — Международная конференция по гравитации, космологии и астрофизике, Kaзань 2005;
- Российская летняя школа-семинар − Современные теоретические проблемы гравитации и космологии GRACOS−2007, Яльчик-Казань 2007;
- 13 Российская гравитационная конференция — Международная конференция по гравитации, космологии и астрофизике, Moсква 2008;
- РУДН-10 — Международная конференция Современные проблемы гравитации, космологии и релятивистской астрофизики, Moсква 2010[7].